# Ozurgeti
Ozurgeti (georgiska: ოზურგეთი) är en stad i den västgeorgiska provinsen Gurien med drygt 14 785 invånare.
Mellan 9 juli 1934 och 15 maj 1989 hette staden Macharadze, efter Filipp Macharadze. Huvuddelen av staden ligger mellan floderna Natanebi och Bzjuzji. I staden finns också en kyrka som ligger i centrala delarna av staden och teatern Ozurgetis Dramatuli Teatri.

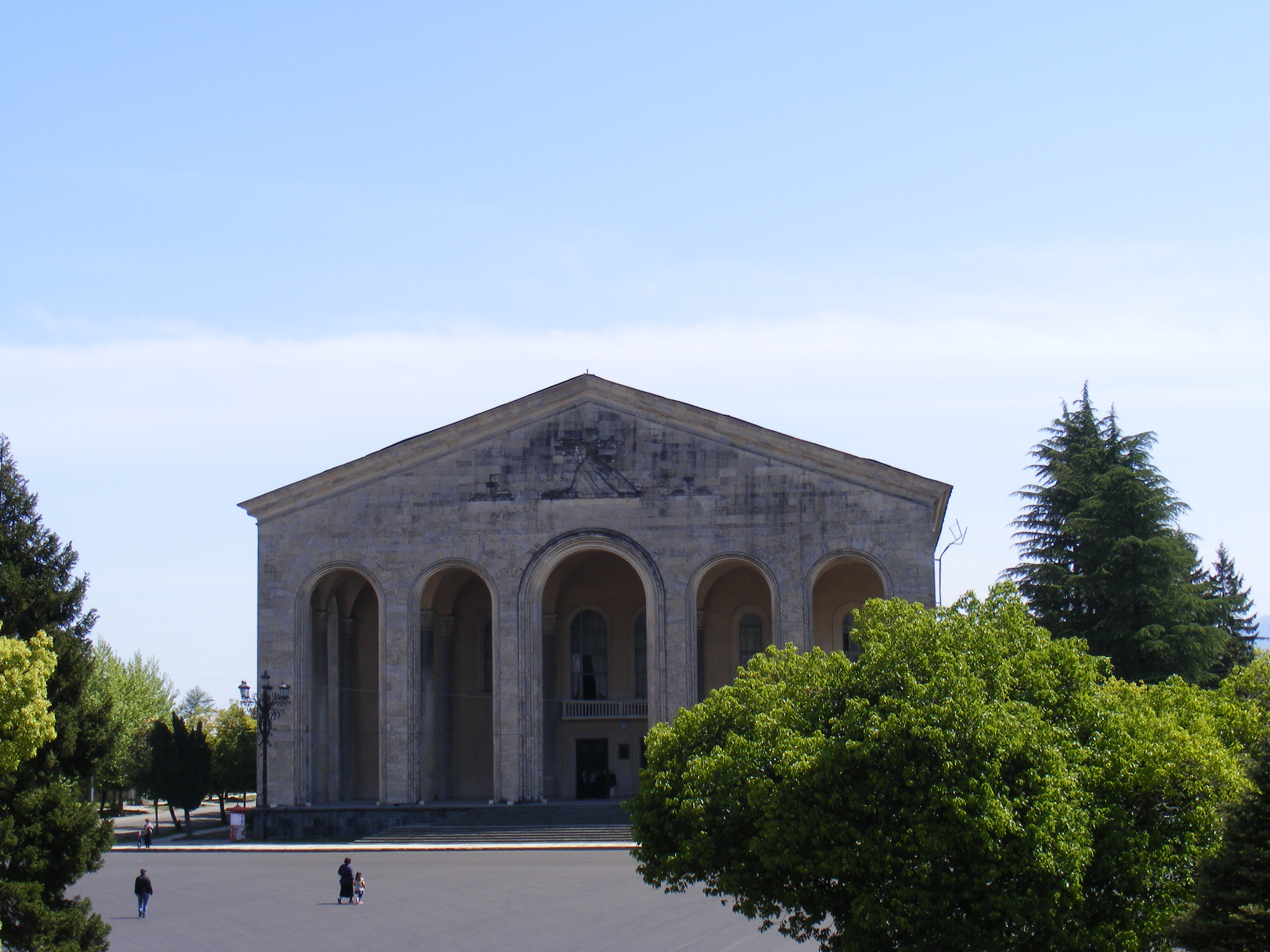
Ozurgetis Dramatuli Teatri, Dramateatern i centrala delarna av Ozurgeti